# Kultura straha
Kultura straha (ili klima straha) je koncept da ljudi mogu podsticati strah u široj javnosti da bi postigli političke ciljeve ili ciljeve na radnom mestu putem emocionalne pristrasnosti. Razvio ga je kao sociološki okvir Frank Furedi, a nedavno ga je popularizovao američki sociolog Bari Glasner.

## Publikacije
Sortirano po datumu, najskorije poslednje.
- The Formation of the National Security State: the State and the Opposition in Military Brazil, Volume 2 (1982) by Maria Helena Moreira Alves
- Risk Society, Towards a New Modernity (1989), by Ulrich Beck.  978-0-8039-8346-5 [the term was coined in German by the same author in Risikogesellschaft. Die organisierte Unverantwortlichkeit (this subtitle means in English: "Organized irresponsibility"), a speech given at St. Gallen College, Switzerland, 16pp., in 1989, then published as full-length book with the title: Risikogesellschaft, Suhrkamp, 1989, 391pp..  3-518-11365-8]
- (2000), by Barry Glassner. The Culture of Fear. ISBN 0-465-01490-9.
- Creating Fear: News and the Construction of a Crisis (2002), by David L. Altheide, Aldine de Gruyter, 223pp. Altheide, David L. (2002). Creating Fear: News and the Construction of Crisis. Aldine de Gruyter. ISBN 978-0-202-30660-5.
- Kingdom of Fear: Loathsome Secrets of a Star-Crossed Child in the Final Days of the American Century (2003), by Hunter S. Thompson, Simon & Schuster. Thompson, Hunter S. (6. 11. 2003). Kingdom of Fear: Loathsome Secrets of a Star-Crossed Child in the Final Days of the American Century. Simon and Schuster. ISBN 0-684-87324-9.
- The Climate of Fear (2004), by Wole Soyinka, BBC Reith Lectures 2004, London, Profile Books, 155pp. Soyinka, Wole (2004). Climate of Fear. Profile Books. ISBN 1-86197-783-2.
- Crichton, Michael (7. 12. 2004). State of Fear. Harper Collins. ISBN 0-06-621413-0.
- Furedi, Frank (2005). Culture of Fear: Risk-taking and the Morality of Low Expectation. Continuum. ISBN 0-8264-7616-3.
- Furedi, Frank (15. 11. 2005). Politics of Fear. A&C Black. ISBN 0-8264-8728-9.
- Lappe, Frances Moore; Perkins, Jeffrey (21. 4. 2005). You Have the Power: Choosing Courage in a Culture of Fear. National Geographic Books. ISBN 978-1-58542-424-5.
- Macek, Steve (2006). Urban Nightmares: The Media, the Right, and the Moral Panic over the City. University of Minnesota Press. ISBN 0-8166-4361-X.
- Linke, Uli; Smith, Danielle Taana (15. 12. 2009). Cultures of Fear: A Critical Reader. Pluto Press. ISBN 978-0-7453-2965-9.
- Social Theory of Fear: terror, torture and death in a post Capitalist World (2010), by Geoffrey Skoll, New York, Palgrave MacMillan. Skoll, Geoffrey R. (14. 9. 2010). Social Theory of Fear: Terror, Torture, and Death in a Post-Capitalist World. Palgrave Macmillan. ISBN 978-0-230-10349-8.
- (2012), by Luke Howie, Baskinstoke, Palgrave MacMillan. Witnesses to Terror. ISBN 978-0-8232-2434-0.
- Gregg Easterbrook (2019). It's Better Than It Looks: Reasons for Optimism in an Age of Fear. PublicAffairs. ISBN 978-1541774032.
- Laura Dodsworth (2021). A State of Fear: How the UK government weaponised fear during the Covid-19 pandemic. Pinter & Martin. ISBN 978-1780667201.

## Literatura
- The Culture of Fear by Noam Chomsky
- The Politics of Fear – article by Corey Robin published in La Clé des langues
- Beyond a Culture of Fear, by K. Lauren de Boer – article published in the EarthLight magazine, #47, fall/winter 2002/2003
- Sasha Abramsky (2017). Jumping at Shadows: The Triumph of Fear and the End of the American Dream. Bold Type Books. ISBN 978-1568585192.